# Segeda

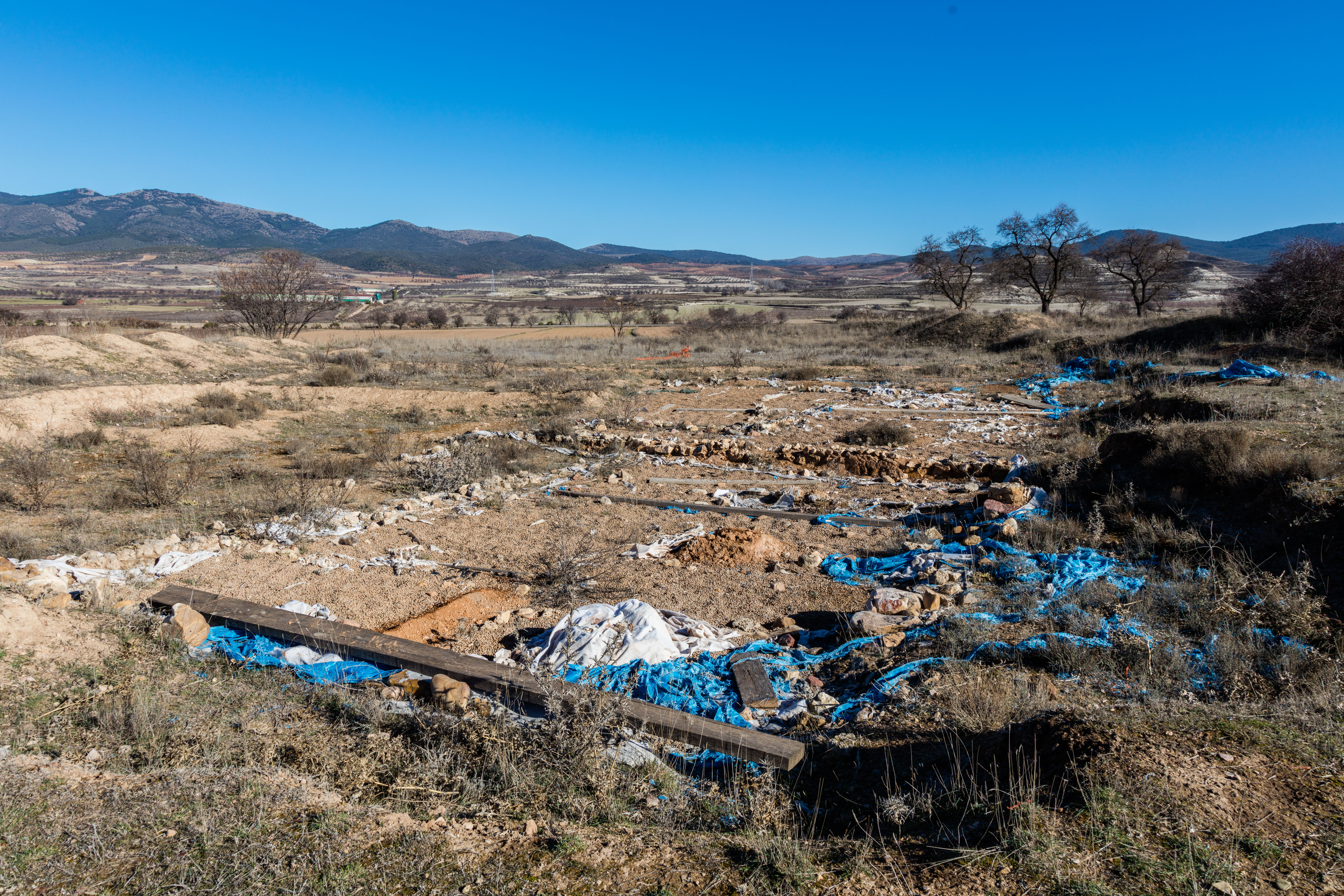
Yacimiento en activo en Segeda

Segeda fue un oppidum prerromano cuyos habitantes, los belos, lo llamaban Sekaida. Estaba situado en la Comarca de Calatayud (Zaragoza), concretamente en la zona correspondiente entre la actual Mara (ciudad vieja) y Belmonte de Gracián (ciudad nueva). Era la ciudad más importante de los belos y emitió moneda en torno al siglo II a. C.

## Guerras celtibéricas
Segeda se vio envuelta en las guerras celtibéricas por el intento de ampliar las murallas de la ciudad en el 154 a. C., ya que Roma lo utilizó como casus belli para la conquista de la Celtiberia. Los segedenses se aliaron a una de las tribus celtíberas más poderosas, los arévacos, cuya ciudad más importante era Numancia. Las fuerzas combinadas de ambos pueblos pararon primero el ataque del cónsul romano, Quinto Fulvio Nobilior, contra Sekaisa y luego lo rechazaron en Numancia.
En el año 153 a. C., se enfrentaron al ejército romano mandado por el citado Quinto Fulvio Nobilior, compuesto por 30 000 hombres, y las tropas celtibéricas de segedenses y numantinos al mando de Caro de Segeda. El resultado de esta primera batalla fue a favor de los celtíberos, muriendo 6000 romanos.

## Cambio del calendario romano
Tras la derrota del cónsul Nobilior, el Senado decretó la modificación del inicio del curso político romano, que hasta entonces comenzaba en los idus de marzo -15 de marzo-, adelantando la elección de los cónsules a las kalendae de enero -1 de enero-. La fecha de la elección de los cónsules varió en diferentes momentos de la República romana siendo en abril, mayo, pero fundamentalmente en marzo, coincidiendo con la llegada del buen tiempo. A partir del año 153 a. C. esta elección se alineó en el 1 de enero con el inicio del año civil, algo que se mantuvo hasta el final del uso de esta institución política. 
Sin embargo, se considera que el año civil romano ya comenzaba el 1 de enero desde, según la tradición, finales del siglo VIII a. C., cuando el rey Numa Pompilio lo estableció.

## Acuñación monetaria

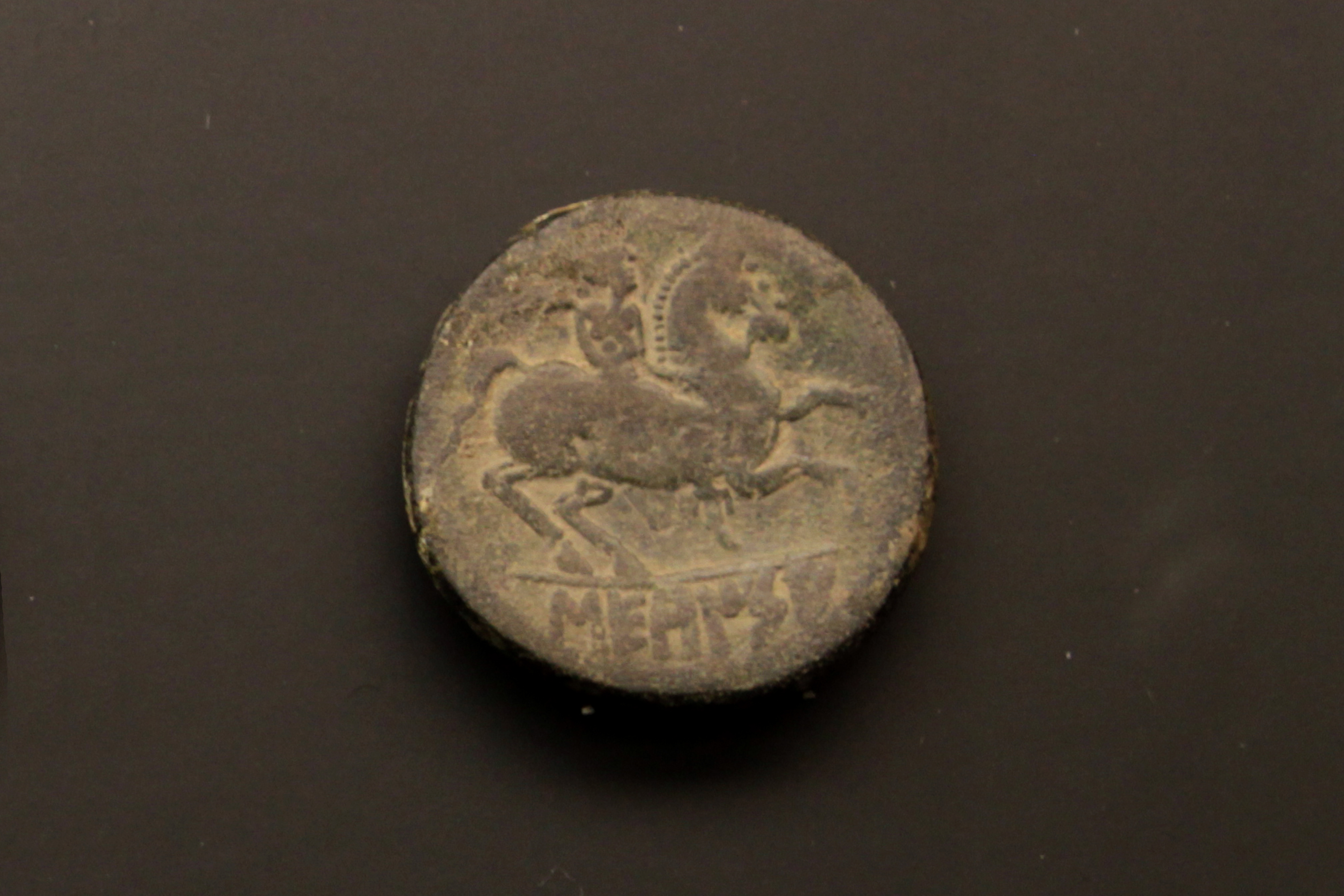
Moneda de Sekaisa del al

Sekaiza hizo sus primeras acuñaciones entre los años 170 y 154 a. C., ases, unidades de bronce y divisores. Acuñando también denarios de plata para pagar los tributos de Roma.
Acuñó moneda de plata y bronce durante el siglo II y posteriormente inicios del siglo I a. C., utilizando en su leyenda su nombre en celtibérico, Sekaiza. Pero por las pocas emisiones de plata, se entiende que la plata estuvo poco acuñada o que posteriormente se fundió.
Sus acuñaciones se repartieron entre seis emisiones diferentes. El bronce se acuñó en todas ellas, la plata solo en la segunda y la tercera emisión.
En la primera y segunda emisión (Segeda I) utilizaron los diseños de una cabeza de lobo en el anverso y un jinete y un ave en el reverso.
Posteriormente, en el anverso, para todos los valores se utilizó el diseño de un busto varonil, con o sin barba, con la posibilidad de estar acompañado de un símbolo. En el reverso se utilizó el diseño de un jinete con diferentes atributos, sea una lanza, un ave o una palma en los valores más altos; un caballo para la mitad y el sexto; y medio Pegaso y jabalí para los tercios.
La emisión tercera y sexta fueron las más extensas y las que se dispersaron, llegando a las zonas mineras de Ulterior y la Beturia, relacionado posiblemente con el movimiento de gente norte-sur del siglo II a. C. o de la actividad militar.
El máximo en la acuñación se produjo en la mitad del siglo II a. C., acuñando la segunda y tercera emisión, coincidiendo con una crisis en la Celtiberia, el taller podría haber acuñado moneda para pagar los tributos exigidos por Roma a partir de los pactos con Roma como en otros casos, como narra Apiano en su libro Iber 45, 48 y 50, para el pago de los en auxilia belos bajo Vetilio, en el 146 a. C. en los momentos de plena guerra numantina.
Las otras emisiones podrían ser para uso local.
La sexta emisión fue la más larga en el tiempo, 20–30 años, tal vez para resolver la necesidad de numerarios.
La acuñación en el segundo emplazamiento (Durón de Belmonte de Gracián) con el mismo nombre, nos indica una pervivencia política y de habitantes de la anterior.